# بات سوليفان
بات سوليفان (بالإنجليزية: Pat Sullivan)‏ (2 فبراير 1885 في أستراليا - 15 فبراير 1933 بنيويورك في الولايات المتحدة) هو منتج أفلام وفنان قصص مصورة ورسام رسوم متحركة وملاكم أسترالي.

## روابط خارجية
- بات سوليفان على موقع IMDb (الإنجليزية)
- بات سوليفان على موقع ألو سيني (الفرنسية)
- بات سوليفان على موقع أول موفي (الإنجليزية)
- بات سوليفان على موقع قاعدة بيانات الأفلام السويدية (السويدية)
- بات سوليفان على موقع قاعدة بيانات الفيلم (الإنجليزية)
- بات سوليفان على موقع كينوبويسك (الروسية)